# 拉西特海岸

拉西特海岸（英語：Lassiter Coast）是南極洲的海岸，位於帕爾默地的南極半島東岸，從麥金托什角延伸至阿當斯角，由美國探險隊拍攝照片，現時由南極條約體系管理。
73°45′S 62°0′W / 73.750°S 62.000°W